# وایت اووک (مریلند)
وایت اووک (به انگلیسی: White Oak) شهری در ایالت مریلند کشور ایالات متحده آمریکا است که جمعیت آن در سرشماری سال ۲۰۱۰ میلادی، ۱۷٬۴۰۳ نفر بوده‌است.